# Kate Hudson
Pour les articles homonymes, voir Hudson.
Cet article possède un paronyme, voir Katy Hudson.
Kate Hudson est une actrice et productrice américaine née le 19 avril 1979 à Los Angeles (Californie).
Kate Hudson commence sa carrière très jeune avant d'obtenir en 2000 la consécration avec Presque célèbre, où sa prestation lui vaut un Golden Globe de la meilleure actrice dans un second rôle.
Elle se spécialise néanmoins dans la comédie romantique populaire, un genre souvent lucratif mais qui ne lui permet pas de renouer avec le succès critique.
Au début des années 2010, elle s'aventure durablement dans un registre plus dramatique avec le thriller avec The Killer Inside Me ou le film musical avec Nine. Mais c'est sa performance en professeure de danse tyrannique dans la série musicale  Glee qui lui permet de convaincre de nouveau les professionnels, en fin d'année 2012.
Son image glamour lui permet surtout de conserver une visibilité médiatique.  En juillet 2013, elle fonde, en compagnie de Don Ressler et Adam Goldenberg, son site internet de vente de vêtements de sport féminins : Fabletics.

## Biographie

### Enfance
Kate Garry Hudson est la fille de l'actrice Goldie Hawn et du musicien Bill Hudson. Dix-huit mois après sa naissance, sa mère, qui est devenue la compagne de l'acteur Kurt Russell, s'installe dans le Colorado avec elle et son frère aîné Oliver (qui devient un acteur connu avec le rôle d'Eddie Doling dans Dawson).
Kate Hudson a déclaré que son père biologique ne la connaissait pas et qu'elle considère Kurt Russell comme son père. Bill Hudson a en revanche indiqué qu'il avait fait plusieurs tentatives pour communiquer avec ses enfants mais sans retour. Elle dit qu'elle a le plus appris grâce à sa mère et « qu'elle a mené une vie dont elle peut être fière ».
Elle a quatre demi-frères et demi-sœurs : Emily et Zachary Hudson, à la suite du remariage de son père avec l'actrice Cindy Williams, Lalania Hudson, née d'une autre relation de son père et Wyatt, né de la relation de sa mère avec Kurt Russell.
D'origines anglaise, italienne et hongroise, elle a grandi dans la religion de sa grand-mère, juive ashkénaze,. Sa famille pratique aussi le bouddhisme.
Elle est diplômée de la Crossroads School, à Santa Monica en 1997. Elle a été acceptée à l'Université de New York, mais a choisi de poursuivre une carrière d'actrice au lieu d'un diplôme de premier cycle.

### Débuts professionnels (1996-2002)
Elle commence sa carrière en 1996 dans la série télévisée La Vie à cinq avant de tourner pour le cinéma en 1998 dans le film Ricochet River qui ne sort qu'en vidéo en 2001. Continuant sur sa lancée, elle tourne deux films où elle partage la vedette avec Casey Affleck (frère de Ben) : Desert Blue où elle incarne une starlette hollywoodienne et 200 Cigarettes dans lequel elle fait partie d'une bande de jeunes fêtant le nouvel an. Ces films ne remportent qu'un accueil critique mitigé, , et un succès public limité,.
En 2000, le cinéma la fait connaître du grand public avec le rôle de Penny Lane dans Presque célèbre, réalisé par Cameron Crowe et salué par la critique. Son interprétation est récompensée de plusieurs prix, dont le Golden Globe de la meilleure actrice dans un second rôle et une nomination aux Oscars dans la catégorie meilleure actrice dans un second rôle. En ce qui concerne son début de carrière et le succès, Hudson a fait remarquer qu'elle est une « bosseuse »  et ne voulait pas être associée à ses parents et désireuse d'éviter la perception d'avoir été pistonnée par quelqu'un.
La même année, elle incarne la fille aînée de Richard Gere dans Docteur T et les Femmes, dans lequel joue également sa meilleure amie, l'actrice Liv Tyler. L'accueil public est mitigé malgré un bon accueil de certains critiques.
Entre 2000 et 2002, elle apparaît dans la comédie romantique Adam, serial lover, dans laquelle elle joue l'une des principales prétendantes du héros. Bien qu'ayant rencontré un succès commercial limité, le film est salué par la critique.
Elle participe ensuite à la satire drame historique Frères du désert (qu'elle a fait après avoir refusé le rôle de Mary Jane dans Spider-Man)

### Comédies romantiques populaires (2003-2011)

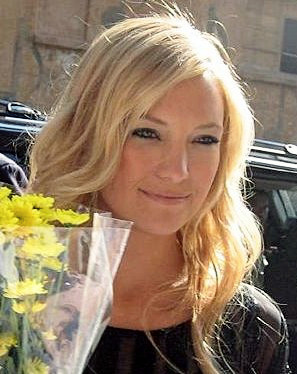
En juillet 2006, pour la promotion de Toi et moi... et Dupree.

En 2003, elle joue dans les comédies sentimentales Alex et Emma et Le Divorce, dans lequel elle a le rôle principal féminin. Le succès public et critique est assez mitigé pour ces films.
Cette même année, elle obtient son premier véritable succès public avec la comédie sentimentale Comment se faire larguer en dix leçons, où elle incarne une journaliste qui se donne dix jours pour se faire larguer par un publicitaire (Matthew McConaughey), dont son pari est de la séduire et la rendre follement amoureuse de lui en dix jours. Sa prestation lui vaut d'être nommée au MTV Movie Award de la meilleure performance féminine. Bien que sa carrière soit essentiellement consacrée à des comédies comme Fashion Maman (2005) et Toi et moi... et Dupree (2006), avec son petit ami de l'époque, Owen Wilson, elle fait un détour dans le film fantastique avec La Porte des secrets, en 2005, qui obtient un succès commercial avec 91 millions de dollars de recettes mondiales, pour un budget de 43 millions de dollars.
Après un court-métrage Cutlass qu'elle a écrit et réalisé, elle reprend les chemins de tournage en apparaissant dans deux films : L'Amour de l'or où elle retrouve Matthew McConaughey en tant que compagnon et La Copine de mon meilleur ami, sortis en 2008. Ses prestations lui valent d'être nommée aux Razzie Award dans la catégorie pire actrice.
En 2009, elle est l'amie d'Anne Hathaway dans Meilleures Ennemies et est l'une des huit actrices principales du film Nine, comédie musicale réalisée par Rob Marshall. Sa prestation dans Nine a été saluée par la critique bien que le film ait obtenu des critiques assez mitigées voire franchement négatives, et interprète une des chansons du film (Cinema Italiano), qui figure sur la bande originale.
En 2010, elle s'éloigne exceptionnellement des comédies romantiques pour partager la vedette avec Casey Affleck (qu'elle retrouve après Desert Blue et 200 Cigarettes) dans le thriller The Killer Inside Me, en incarnant la petite amie du personnage principal. Le film, qui a suscité de très vives réactions au festival de Sundance pour sa violence, reçoit des critiques mitigées aux États-Unis, un peu plus positives en France, et échoue au box-office.
En 2011, elle revient à son terrain de prédilection avec la comédie dramatico-romantique A Little Bit of Heaven et la comédie sentimentale Duo à trois.
En 2012, elle décroche un rôle récurrent dans la quatrième saison de la série musicale Glee, celui d'une professeure de danse de la NYADA, décidée à mettre à l'épreuve la jeune nouvelle étudiante qu'est l’héroïne incarnée par Lea Michele. Sa prestation lui attire de nombreuses éloges, notamment avec sa performance dansée dans le premier épisode de la saison 4 de la série, sur le mashup Americano/Dance Again. Elle remporte également le prix du « meilleur méchant de la saison 4 » aux Slushies d'or 2013.

### Vers des projets plus ambitieux (depuis 2012)

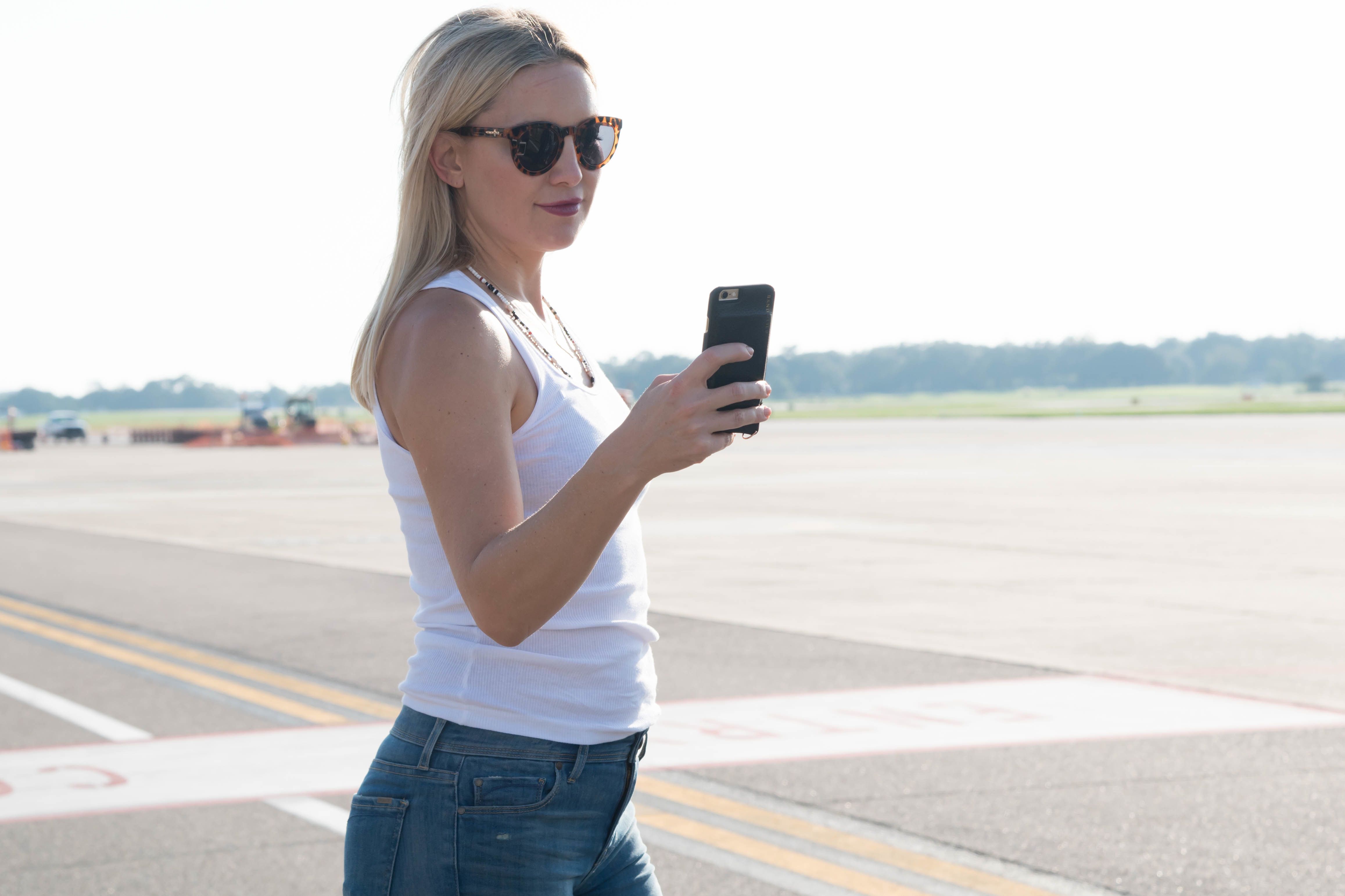
L'actrice à la Keesler Air Force Base, en septembre 2016, pour la promotion de Deepwater Horizon.

Sa prestation dans Glee lui permet de renouer enfin avec la critique, neuf ans après sa révélation par Almost Famous. Elle décide donc, après près d'une dizaine de comédies romantiques éreintées par la critique et malgré l'échec du pourtant prestigieux Nine, de poursuivre dans un registre dramatique et plus adulte.
En 2012, elle joue ainsi dans le thriller psychologique L'Intégriste malgré lui, réalisé par Mira Nair. Si le film divise la critique, les performances des acteurs sont saluées. Et elle fait partie de la distribution réunie par le comédien Larry David pour son téléfilm satirique Clear History, diffusé sur HBO.
En 2014, elle se lance dans un cinéma plus indépendant, mais toujours très hollywoodien : elle tient d'abord le premier rôle féminin du thriller d'action Good People, face à James Franco. Puis elle devient l'épouse idéale de la seconde réalisation de l'acteur Zach Braff, révélé par Garden State, dix ans plus tôt. Le Rôle de ma vie est financé en partie par le public via Kickstarter, afin de permettre à son réalisateur d'échapper aux éventuelles contraintes imposées par un studio. Le film fut salué par la critique.
En juillet 2015, elle est l'invitée de l'épisode d'ouverture de la deuxième saison de l'émission Running Wild with Bear Grylls au côté de l'animateur et explorateur Bear Grylls. Trois mois plus tard,  elle est à l'affiche de la comédie satirique Rock the Kasbah, réalisé par Barry Levinson, avec Bill Murray dans le rôle principal, entouré de Bruce Willis et Zooey Deschanel. Mais le film est un nouveau flop critique et commercial.
Elle ouvre l'année 2016 avec un retour aux sources : elle fait partie des quatre stars réunies par Gary Marshall pour conclure sa trilogie amorcée en 2010 avec Valentine's Day, et poursuivie en 2011 avec Happy New Year. Pour Joyeuse fête des mères, elle côtoie Jennifer Aniston, Julia Roberts et la jeune Britt Robertson. Le film est éreinté par la critique et ne parvient pas à se hisser au box-office de ses prédécesseurs.
À la rentrée, elle fait néanmoins partie du casting réuni par le cinéaste Peter Berg pour son attendu thriller-catastrophe Deepwater Horizon. Elle évolue au sein d'un casting masculin, mené par Mark Wahlberg, Kurt Russell et la star montante Dylan O'Brien. Le film permet de renouer une nouvelle fois avec le succès critique.
Fin 2017, elle joue dans le biopic Marshall, de Reginald Hudlin, consacré à la vie de l'avocat afro-américain Thurgood Marshall. Elle y prête ses traits à Eleanor Strubing, face à Chadwick Boseman dans le rôle-titre.

## Vie privée
Le 31 décembre 2000, elle s'unit à Chris Robinson, chanteur du groupe The Black Crowes, lors d'une cérémonie à Aspen dans le Colorado. Son fils, Ryder Russell Robinson, est né trois ans plus tard le 7 janvier 2004.  Le 14 août 2006, le porte-parole officiel du couple annonce que Kate et Chris mettent fin à leur union. Le divorce est officialisé le 22 octobre 2007. Kate obtient la garde partagée de Ryder.
En juin 2010, elle est en couple avec Matthew Bellamy, le chanteur et le leader du groupe de rock britannique Muse,. En février 2011, elle achète une villa dans le nord de Londres afin de se rapprocher de son compagnon et du groupe Muse qui enregistre alors son sixième album dans la capitale anglaise. Le 27 avril 2011, le couple annonce ses fiançailles. Le 9 juillet 2011, elle accouche d'un petit garçon Bingham Hawn Bellamy,.  Après des semaines de rumeurs sur une possible rupture, leur porte-parole officiel confirme leur séparation le 8 décembre 2014.
Le 6 avril 2018, Kate annonce être enceinte de son troisième enfant, issu de sa relation avec Danny Fujikawa. Le 2 octobre 2018, ils accueillent leur fille Rani Rose Hudson Fujikawa. Le 13 septembre 2021, ils annoncent leurs fiançailles.

## Filmographie

### Comme actrice

#### Cinéma
- 1998 : Ricochet River de Deborah Del Prete : Lorna
- 1998 :  Desert Blue : Morgan J. Freeman : Skye Davidson
- 1999 : 200 Cigarettes  de Risa Bramon Garcia : Cindy
- 2000 : Adam, serial lover de Gerard Stembridge : Lucy Owens
- 2000 : Fausses Rumeurs (Gossip) de Davis Guggenheim : Naomi Preston
- 2000 : Presque célèbre (Almost Famous) de Cameron Crowe : Penny Lane
- 2000 : Docteur T et les Femmes de Robert Altman : Dee Dee Travis
- 2001 : The Cutting Room (court-métrage) de Daniel Barnz : Chrissie Campbell (non créditée)
- 2002 : Frères du désert de Shekhar Kapur  : Ethne Eustace
- 2003 : Comment se faire larguer en dix leçons (How to Lose a Guy in 10 Days) de Donald Petrie : Andie Anderson
- 2003 : Alex et Emma (Alex & Emma) de Rob Reiner : Emma Dinsmore / Ylva / Elsa / Eldora / Anna
- 2003 : Le Divorce  de James Ivory : Isabel Walker
- 2004 : Fashion Maman (Raising Helen) de Garry Marshall  : Helen Harris
- 2005 : La Porte des secrets (The Skeleton Key) de Iain Softley  : Caroline Ellis
- 2006 : Toi et moi... et Dupree (You, Me and Dupree) de Anthony et Joe Russo : Molly Peterson
- 2008 : L'Amour de l'or (Fool's Gold) de Andy Tennant : Tess Finnegan
- 2008 : La Copine de mon meilleur ami (My Best Friend's Girl) de Howard Deutch : Alexis
- 2009 : Meilleures Ennemies (Bride Wars) de Gary Winick : Olivia 'Liv' Lerner
- 2009 : Nine de Rob Marshall : Stephanie Necrophuros
- 2010 : The Killer Inside Me de Michael Winterbottom : Amy Stanton
- 2011 : A Little Bit of Heaven de Nicole Kassell : Marley Corbett
- 2011 : Duo à trois (Something Borrowed) de Luke Greenfield  : Darcy
- 2012 : L'Intégriste malgré lui (The Reluctant Fundamentalist) de Mira Nair : Erica
- 2014 : Le Rôle de ma vie (Wish I Was Here) de Zach Braff : Sarah Bloom
- 2014 :  Dangerous People de Henrik Ruben Genz : Anna Reed
- 2015 : Rock the Kasbah de Barry Levinson : Merci
- 2016 : Kung Fu Panda 3 d'Alessandro Carloni et Jennifer Yuh Nelson : Mei Mei (voix)
- 2016 : Joyeuse fête des mères (Mother's Day) de Garry Marshall : Jesse
- 2016 : Deepwater (Deepwater Horizon) de Peter Berg : Felicia Williams
- 2017 : Marshall de Reginald Hudlin : Eleanor Strubing
- 2021 : Music de Sia : Kazu Gamble
- 2022 : Glass Onion : Une histoire à couteaux tirés de Rian Johnson : Birdie Jay
- 2024 : Shell de Max Minghella : Zoe Shannon

#### Télévision

##### Téléfilms
- 2005 : I'm Still Here: Real Diaries of Young People Who Lived During the Holocaust : Eva Ginz (voix)
- 2013 : Clear History : Rhonda

##### Séries télévisées
- 1996 : La Vie à cinq (Party of Five) : Cory (1 épisode)
- 1997 : EZ Streets : Larraine Cahill (1 épisode)
- 2001 : Saturday Night Live : elle-même / personnages variés[28] (1 épisode)
- 2012-2013 : Glee : Cassandra July (5 épisodes)
- 2013 : Clear History
- 2015 : En pleine nature avec Bear Grylls : elle-même
- 2022 : Truth Be Told : Le Poison de la vérité : Micah Keith (10 épisodes)
- 2025 : La meneuse (Running point) : Isla Gordon

### Comme productrice
- 2005 : 14 Hours (téléfilm)
- 2009 : Meilleures Ennemies (Bride Wars)

### Comme réalisatrice et scénariste
- 2007 : Cutlass (court métrage)

## Distinctions

### Récompenses
- Golden Apple Awards 2000 : Découverte féminine de l'année.
- 2000 : Awards Circuit Community Awards de la meilleure actrice dans un second rôle dans un drame d'aventure pour Presque célèbre (Almost Famous) (2000).
- 2000 : Kansas City Film Critics Circle Awards de la meilleure actrice dans un second rôle dans un drame d'aventure pour Presque célèbre (Almost Famous) (2000).
- 2000 : Las Vegas Film Critics Society Awards de la meilleure actrice dans un second rôle dans un drame d'aventure pour Presque célèbre (Almost Famous) (2000).
- 2001 : Blockbuster Entertainment Awards de la révélation féminine préférée dans un drame d'aventure pour Presque célèbre (Almost Famous) (2000).
- 6e cérémonie des Critics' Choice Movie Awards 2001 : Actrice remarquable de l'année dans un drame d'aventure pour Presque célèbre (Almost Famous) (2000).
- 2001 : Dallas-Fort Worth Film Critics Association Awards de la meilleure actrice dans un second rôle dans un drame d'aventure pour Presque célèbre (Almost Famous) (2000).
- 2001 : Florida Film Critics Circle Awards de la meilleure révélation féminine de l'année dans un drame d'aventure pour Presque célèbre (Almost Famous) (2000).
- 2001 : Golden Apple Awards de la meilleure découverte féminine de l'année dans un drame d'aventure pour Presque célèbre (Almost Famous) (2000).
- 58e cérémonie des Golden Globes 2001 : Meilleure actrice dans un second rôle dans un drame d'aventure pour Presque célèbre (Almost Famous) (2000).
- 2001 : Online Film Critics Society Awards de la meilleure actrice dans un second rôle dans un drame d'aventure pour Presque célèbre (Almost Famous) (2000).
- 2001 : Online Film Critics Society Awards de la meilleure distribution dans un drame d'aventure pour Presque célèbre (Almost Famous) (2000) partagé avec Fairuza Balk, Billy Crudup, Patrick Fugit, Philip Seymour Hoffman, Jason Lee, Frances McDormand, Anna Paquin et Noah Taylor.
- 2001 : Phoenix Film Critics Society Awards de la meilleure actrice dans un second rôle dans un drame d'aventure pour Presque célèbre (Almost Famous) (2000).
- 5e cérémonie des Satellite Awards 2001 : Meilleure actrice dans un second rôle dans un drame d'aventure pour Presque célèbre (Almost Famous) (2000).
- 2008 : Alliance of Women Film Journalists de l'actrice ayant le plus besoin d'un nouvel agent.
- 2009 : People's Choice Awards de l'actrice principale préférée dans un drame musical pour Nine (2009).
- 14e cérémonie des Satellite Awards 2009 : Meilleure distribution dans un drame musical pour Nine (2009) partagé avec Nicole Kidman, Fergie, Daniel Day-Lewis, Penélope Cruz, Judi Dench et Sophia Loren.
- 2021 : 41e cérémonie des Razzie Awards dans la comédie musicale Music (film), pire actrice pour son rôle de Kazu Gamble.

### Nominations
- 2001 : American Comedy Awards de la meilleure actrice dans un second rôle dans un drame d'aventure pour Presque célèbre (Almost Famous) (2000).
- 54e cérémonie des British Academy Film Awards 2001 : Meilleure actrice dans un drame d'aventure pour Presque célèbre (Almost Famous) (2000).
- 13e cérémonie des Chicago Film Critics Association Awards 2001 : Actrice la plus prometteuse dans un drame d'aventure pour Presque célèbre (Almost Famous) (2000)...
- 13e cérémonie des Chicago Film Critics Association Awards 2001 : Meilleure actrice dans un second rôle dans un drame d'aventure pour Presque célèbre (Almost Famous) (2000)...
- 6e cérémonie des Critics' Choice Movie Awards 2001 : Meilleure actrice dans un second rôle dans un drame d'aventure pour Presque célèbre (Almost Famous) (2000).
- 2001 : MTV Movie Awards de la meilleure actrice dans un second rôle dans un drame d'aventure pour Presque célèbre (Almost Famous) (2000).
- 2001 : MTV Movie Awards de la meilleure tenue dans un drame d'aventure pour Presque célèbre (Almost Famous) (2000).
- 2001 : Online Film Critics Society Awards de la meilleure révélation féminine dans un drame d'aventure pour Presque célèbre (Almost Famous) (2000).
- 2001 : Online Film Critics Society Awards de la meilleure actrice dans un second rôle dans un drame d'aventure pour Presque célèbre (Almost Famous) (2000).
- 2001 : Online Film Critics Society Awards du meilleur début au cinéma dans un drame d'aventure pour Presque célèbre (Almost Famous) (2000).
- 73e cérémonie des Oscars 2001 : Meilleure actrice dans un second rôle dans un drame d'aventure pour Presque célèbre (Almost Famous) (2000).
- 2001 : Phoenix Film Critics Society Awards de la meilleure révélation dans un drame d'aventure pour Presque célèbre (Almost Famous) (2000).
- 7e cérémonie des Screen Actors Guild Awards 2001 : Meilleure actrice dans un second rôle dans un drame d'aventure pour Presque célèbre (Almost Famous) (2000).
- 7e cérémonie des Screen Actors Guild Awards 2001 : Meilleure distribution dans un drame d'aventure pour Presque célèbre (Almost Famous) (2000) partagée avec Fairuza Balk, Billy Crudup, Patrick Fugit, Philip Seymour Hoffman, Jason Lee, Frances McDormand, Anna Paquin et Noah Taylor .
- 2001 : Southeastern Film Critics Association Awards de la meilleure actrice dans un second rôle dans un drame d'aventure pour Presque célèbre (Almost Famous) (2000).
- 2001 : Teen Choice Awards de la meilleure actrice dans un second rôle dans un drame d'aventure pour Presque célèbre (Almost Famous) (2000).
- 2003 : MTV Movie Awards de la meilleure performance féminine dans une comédie romantique pour Comment se faire larguer en dix leçons (2002).
- 2003 : Teen Choice Awards de la meilleure actrice dans une comédie romantique pour Comment se faire larguer en dix leçons (2002).
- 2003 : Teen Choice Awards du meilleur mensonge dans une comédie romantique pour Comment se faire larguer en dix leçons (2002).
- 2003 : Teen Choice Awards de la meilleure destruction dans une comédie romantique pour Comment se faire larguer en dix leçons (2002).
- 2003 : Teen Choice Awards du meilleur baiser partagée avec Matthew McConaughey dans une comédie romantique pour Comment se faire larguer en dix leçons (2002).
- 2003 : The Stinkers Bad Movie Awards de la pire actrice dans une comédie romantique pour Comment se faire larguer en dix leçons (2002) et dans une comédie romantique pour Alex et Emma (2003).
- 2004 : Teen Choice Awards de la meilleure actrice dans une comédie romantique pour Fashion Maman (2003).
- 9e cérémonie des Teen Choice Awards 2007 : Meilleure actrice dans une comédie romantique pour Toi et moi... et Dupree (2006).
- 2009 : MTV Movie Awards du meilleur combat dans une comédie romantique pour Meilleures Ennemies (2008)  partagée avec Anne Hathaway.
- 29e cérémonie des Razzie Awards 2009 : Pire actrice dans une comédie d'aventure pour L'Amour de l'or (2008) et dans une comédie romantique pour La Copine de mon meilleur ami (2008).
- 2009 : Teen Choice Awards de la meilleure actrice dans une comédie romantique pour Meilleures Ennemies (2008).
- 2009 : Teen Choice Awards de la meilleure destruction dans une comédie romantique pour Meilleures Ennemies (2008).
- 2009 : Teen Choice Awards de la meilleure bagarre partagée avec Anne Hathaway dans une comédie romantique pour Meilleures Ennemies (2008).
- 2009 : Festival du film de Tribeca du meilleur court-métrage narrative pour Cutlass (2007).
- 8e cérémonie des Washington D.C. Area Film Critics Association Awards 2009 : Meilleure distribution dans un drame musical pour Nine (2009) partagée avec Nicole Kidman, Stacy « Fergie » Ferguson, Daniel Day-Lewis, Penélope Cruz, Judi Dench et Sophia Loren.
- 2010 : Online Film Critics Society Awards de la meilleure musique chanson originale dans un drame musical pour Nine (2010) partagé avec Maury Yeston.
- Critics Choice Awards 2010 : Meilleure distribution pour Nine, partagé avec Nicole Kidman, Stacy « Fergie » Ferguson, Daniel Day-Lewis, Penélope Cruz, Judi Dench  et Sophia Loren.
- 16e cérémonie des Screen Actors Guild Awards 2010 : Meilleure distribution dans un drame musical pour Nine (2010) partagée avec Nicole Kidman, Stacy « Fergie » Ferguson, Daniel Day-Lewis, Penélope Cruz, Judi Dench  et Sophia Loren.
- 2012 : Alliance of Women Film Journalists de l'actrice ayant le plus besoin d'un nouvel agent.
- 2015 : Jupiter Award de la meilleure actrice internationale dans une comédie dramatique pour Le Rôle de ma vie (2014).
- 37e cérémonie des Razzie Awards 2017 : Pire actrice dans un second rôle dans une comédie d'aventure pour Joyeuse fête des mères (2016).
- 78e cérémonie des Golden Globes 2021 : Golden Globes de la meilleure actrice dans un film comédie ou comédie musicale pour Music (2020).

## Box-office
Les films dans lesquels Kate Hudson tient un rôle majeur ont totalisé 977,7 millions de dollars de recettes mondiales, dont 573,6 millions de dollars de recettes aux États-Unis. Si quatre d'entre eux ont atteint les 100 millions de dollars de recettes mondiales , seul Comment se faire larguer en dix leçons a réussi à atteindre ce seuil sur le territoire américain, avec 105,8 millions de dollars. Il demeure à ce jour le plus grand succès commercial de l'actrice que ce soit aux États-Unis ou dans le monde .
Toutefois, le succès reste restreint en France, où les films dans lesquels l'actrice tient la vedette totalisent près de 2,5 millions d'entrées. Aucun n'a atteint le million d'entrées, seul quatre plus de 300 000 entrées, seuil maximum d'un film avec Kate Hudson atteint sur le territoire français. Seul un, Comment se faire larguer en dix leçons, a atteint près de 391 000 entrées.

## Voix francophones
En version française, Barbara Delsol et Ingrid Donnadieu sont les voix françaises les plus régulières de Kate Hudson. 
Dorothée Pousséo, Déborah Perret et Barbara Kelsch l'ont doublée à deux reprises.
En version québécoise, Camille Cyr-Desmarais est la voix québécoise régulière de l'actrice.